# Міхаель Маркс (велогонщик)
Міхаель Маркс (нім. Michael Marx, 7 лютого 1960) — німецький велогонщик.
Бронзовий призер Олімпійських Ігор 1984 року в командній гонці переслідування.